# District Soenzjenski (Ingoesjetië)
District Soenzjenski (Russisch: Сунженский райо́н) is een district in het oosten van de Russische autonome deelrepubliek Ingoesjetië. Het district heeft een oppervlakte van 1.513 vierkante kilometer en een inwonertal van 116.470 in 2010. Het administratieve centrum bevindt zich in Ordzjonikidzevskaja.

## Grenswijziging
Met verdrag tussen Ingoesjetië en Tsjetsjenië dat in werking treedt op 16 oktober 2018 wordt het district Soenzjenski gevoegd bij het grondgebied van Tsjetsjenië. Dit verdrag stuitte echter op kritiek van Ingoesjetische protestanten en het Grondwettelijk Hof van Ingoesjetië maar wordt desondanks doorgevoerd.